# Isle-et-Bardais

Isle-et-Bardais este o comună în departamentul Allier din centrul Franței. În 1 ianuarie 2022 avea o populație de 278 de locuitori.